# Louis-Philippe Dumont
Pour les articles homonymes, voir Dumont.
Louis-Philippe Dumont (1765-1853) est un homme politique français qui est député du Calvados à la Convention nationale. Il est né le 17 novembre 1765 à Bernières-le-Patry de Guillaume Dumont, laboureur, et de Louise Lambert, sa cousine du 3e au 4e degré. Ils se sont mariés le 25 novembre 1761 à Bernières-le-Patry. Il s'agit du second mariage pour Guillaume Dumont et du troisième pour Louise Lambert, déjà veuve par deux fois. Cette dernière est fille de Christophe Jean-Baptiste Lambert, huissier, sieur de la Croix, qui fait édifier un calvaire toujours existant sur la commune limitrophe de Viessoix, et petite-fille de Nicolas Lambert, huissier à Vire. L'épouse de ce dernier, Jacqueline Dubosq, est elle-même petite-fille d'un huissier, Isaac Villeroy, sieur des Vaux. Louis Philippe Dumont est mort le 11 juin 1853 en sa demeure au hameau de Carcel, sur la commune de Bernières-le-Patry.
En 1795, il épouse Marie-Louise O'Murphy, ancienne maîtresse de Louis XV, de trente ans plus âgée que lui. Ils divorcent en 1798, le 16 décembre au bout de trois ans de mariage.
Il épouse alors Esther David, avec laquelle il a une fille Blanche (1806-1881), née à Caen, puis, en 1812 à Paris, Marie-Louise Antoinette David (1771-1856). Femme de lettres, Blanche épousera le marquis Nestor de Saffray (1796-1877) à Creully, d'où postérité avec Charles-Gustave de Saffray (1827-1897). Celui-ci meurt à Paris sans descendance. Leurs tombes sont au cimetière de Bernières-le-Patry. 
Il y a une parenté au 5e degré avec Achille Dumont de la Rochelle dont la famille est installée au château de la Rochelle dans la même commune de Bernières-le-Patry.

## Biographie

### Début de carrière dans le Calvados
Philippe Dumont est le fils de laboureurs normands aisés. Avant la Révolution, il occupe les fonctions d'avocat à Vire. 
À partir de 1789, partisan des idées nouvelles, il entame une carrière politique. De 1790 à 1792, il est électeur du canton de Vassy. Il est élu administrateur de Vire, puis entre dans l'administration du Calvados en devenant procureur général du département. En 1792 il est enfin membre du directoire du département.

### La Convention

#### Le député modéré
Le 8 septembre 1792, il est élu pour le Calvados à la Convention nationale, par 390 voix sur 606 votants, le dixième sur treize. Son ami Doulcet de Pontécoulant est également élu par ce département.
Dans cette assemblée, Philippe Dumont se range plutôt du côté des modérés de la Plaine malgré des amitiés avec les Girondins. 
En janvier 1793, au procès de Louis XVI, il vote pour l'appel au peuple puis pour l'emprisonnement et le bannissent à la paix de l'ancien monarque. Il intervient également pour faire décréter la distribution à trois mille exemplaires de l'ouvrage de Condorcet Esquisse d’un tableau historique des progrès de l’esprit humain. Il rejette aussi la proposition de loi instituant des défenseurs officieux aux accusés jugés par contumace.
Il se tait ensuite pendant toute la durée de la Terreur. Il prend toutefois de grands risques en cachant chez lui Doulcet de Pontécoulant, décrété d'arrestation et promis à la guillotine en cas de capture.

#### Le thermidorien
En l'an III Philippe Dumont se rallie sans réserve à la réaction thermidorienne. Le 19 frimaire (9 décembre 1794), il demande à la tribune à la Convention que l'on révise "toutes les lois faites par Robespierre et dont la plupart ne sont que des instruments de tyrannie". Tallien appuie cette proposition qui est finalement renvoyée aux Comités. 
Il dénonce enfin l'ancien ministre Garat pour avoir soutenu les mouvements insurrectionnels contre la Gironde de 1793 et notamment les journées du 31 mai et du 2 juin.
Il est par la suite nommé membre du Comité de législation qui rédige la Constitution de l'an III.

### Au Conseil des Cinq-Cents
En l'an IV le Calvados le réélit par 262 voix sur 392 votants au Conseil des Cinq-Cents où il siège encore une fois parmi les modérés.
Lors du Coup d'État du 18 fructidor an V, il fait rayer de la liste des condamnés à la déportation Doulcet de Pontécoulant et Richou.
Le 20 brumaire an VI (10 novembre 1797), il combat la proposition de priver les nobles de la qualité de citoyens français.
Son mandat prend fin avec le Coup d'État du 18 brumaire et la chute du Directoire.

### Carrière sous Napoléon
En 1800, grâce à la protection de Doulcet de Pontécoulant, il devient receveur général des contributions directes du Calvados, mais doit quitter ce poste pour cause d'irrégularités. En 1808 il retrouve un emploi de payeur auprès de l'Armée du Portugal.
Il se retire ensuite complètement de la vie publique et vit de longues années dans la retraite, jusqu'en 1853. Il était alors l'avant-dernier survivant de la Convention.

## Sources
- « Louis-Philippe Dumont », dans Adolphe Robert et Gaston Cougny, Dictionnaire des parlementaires français, Edgar Bourloton, 1889-1891 [détail de l’édition]
- Albert Mathiez, La réaction thermidorienne, Paris, Armand Colin, 1929